# 多毛山柑
多毛山柑（学名：Capparis dasyphylla）为山柑科山柑属的植物，为中国的特有植物。分布于中国大陆的海南等地，一般生长在低海拔沙质土壤的灌丛和森林中，目前尚未由人工引种栽培。

## 别名
厚叶槌果藤（海南植物志）